# Ninianus

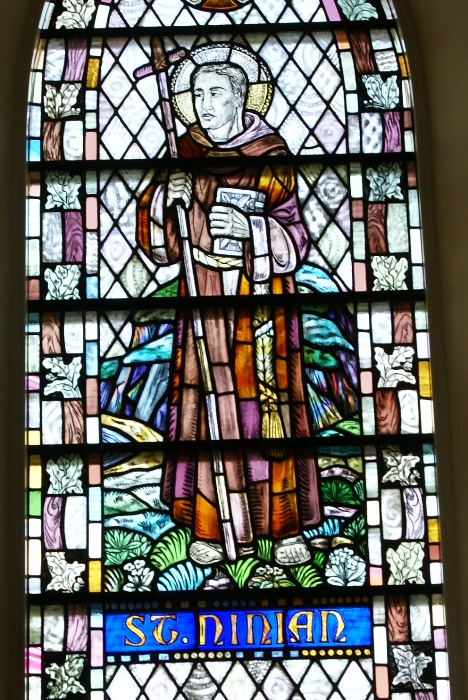
Sint-Ninianus (Saint Ninian, parochiekerk in Whithorn).

Ninianus, ook wel Nynia, Ninias, Rigna, Trignan, Ninnidh, Ringan, Ninus, of Dinan genoemd (Groot-Brittannië, ca. 360 - Groot-Brittannië, ca. 432) was een Keltisch bisschop die volgens sommige bronnen de eerste christelijke missionaris in Schotland was, en een groot aantal Kelten tot het christendom bekeerde. Recente onderzoekers nemen aan dat hij dezelfde persoon is als Finnian van Moville: Ninianus is waarschijnlijk een onjuiste transcriptie van Uinniau, een van de namen waaronder Finian van Moville bekend is.
Dat Ninianus de eerste bisschop van Galloway was, is vrij zeker. De biografische bronnen waar men over beschikt, zijn echter schaars, en vanuit historisch oogpunt niet alle even betrouwbaar.
Volgens Beda's 8e-eeuwse Kerkelijke geschiedenis van het volk der Angelen (Historia ecclesiastica gentis Anglorum) was hij een Brit van afkomst en stond zijn bisschopszetel in de plaats die "Ad Candidam Casam" (Bij het Witte Huis) genoemd werd, naar de stenen kerk die hij daar had gebouwd, het huidige Whithorn.
Ook meldt hij dat de zuidelijke Picten beweerden, dat ze door Ninianus gekerstend waren. In zijn hagiografie Vita Sancti Niniani (Leven van Sint-Ninianus) schreef Aelred van Rievaulx over hem dat hij als zoon van een bekeerde Britse hoofdman naar Rome reisde, waar hij tot bisschop werd gewijd. Nadien zou hij als missionaris door Gallië zijn getrokken.